# SVT-40
SVT-40, Samozarjadnaja Vintovka Tokareva (Самозарядная винтовка Токарева), ungefär "Tokarevs halvautomatiska gevär" (Tokarev SVT-40), var ett vapen som användes i stor skala under andra världskriget. Designen utvecklades under 20 års tid av uppfinnaren Fedor Tokarev och togs i bruk av Röda armén 1939 under namnet SVT-38. Designen förbättrades, förenklades och gjordes smidigare 1940 och den nya versionen benämndes SVT-40. Även en helautomatisk version (AVT) utvecklades, men likt liknande försök var rekylen vid automateld för okontrollerbar för att vara praktisk.
Vapnet visade sig tillräckligt pålitligt och träffsäkert, men kriget kom i vägen för det planerade utbytet av det gamla 1891/30-geväret som huvudbeväpning. Över en miljon tillverkades under 1941, men produktionen av det enklare repetergeväret prioriterades därefter och produktionen fram till krigsslutet stannade på ca 1 600 000. Det ansågs av stora delar av armén vara onödigt komplicerat, vilket ledde till att de ofta delades ut till mer utbildade soldater som underbefäl, marinsoldater, prickskyttar och spaningssoldater, men det var och är i stort ändå ett mycket populärt vapen. Hos fiendesidan sågs det som en prisad trofé, och Tyskland lånade stora delar av gassystemet till sitt Gewehr 43.